# Architectenwoning Antoon Blanckaert

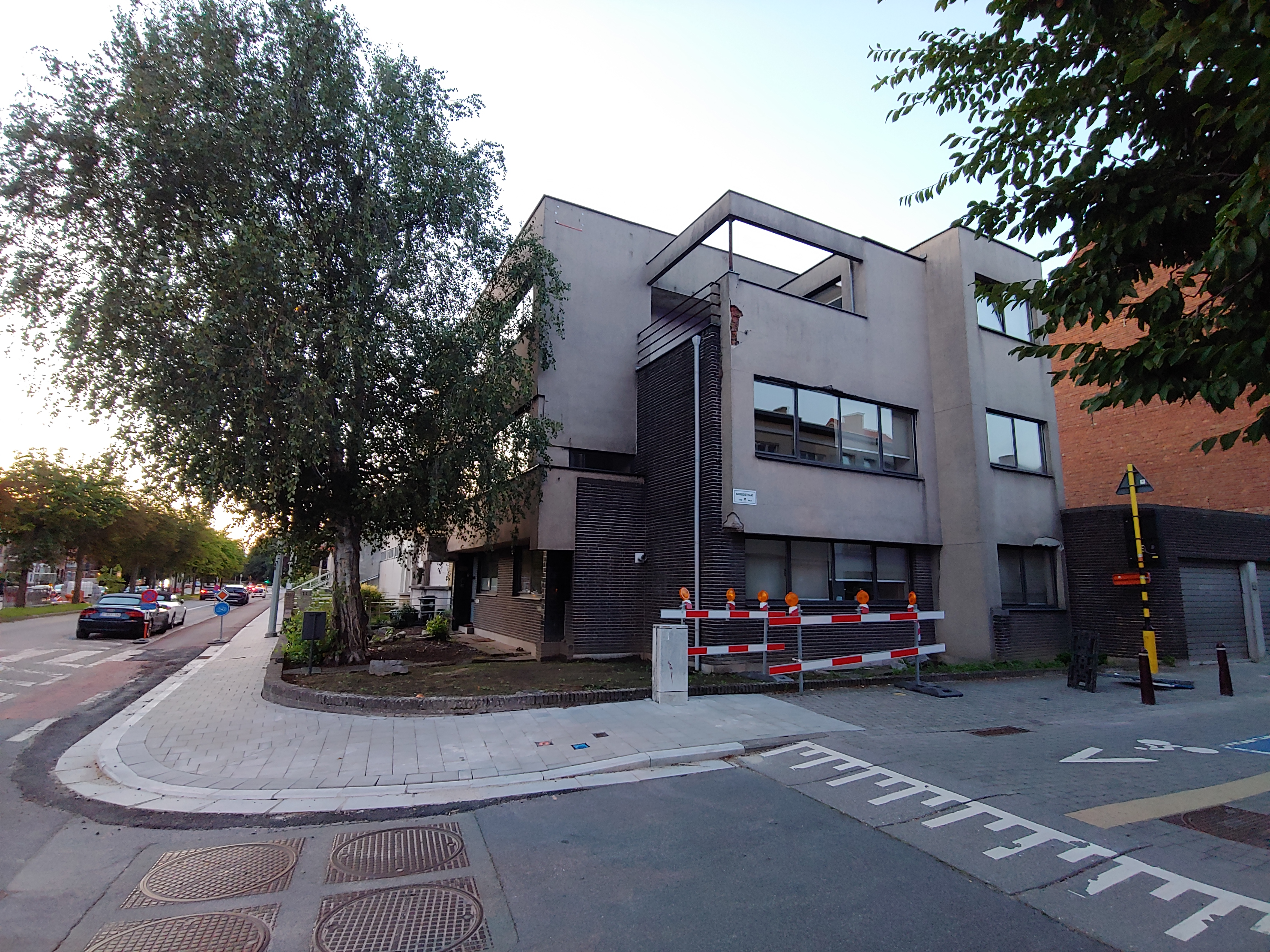
De woning in 2023

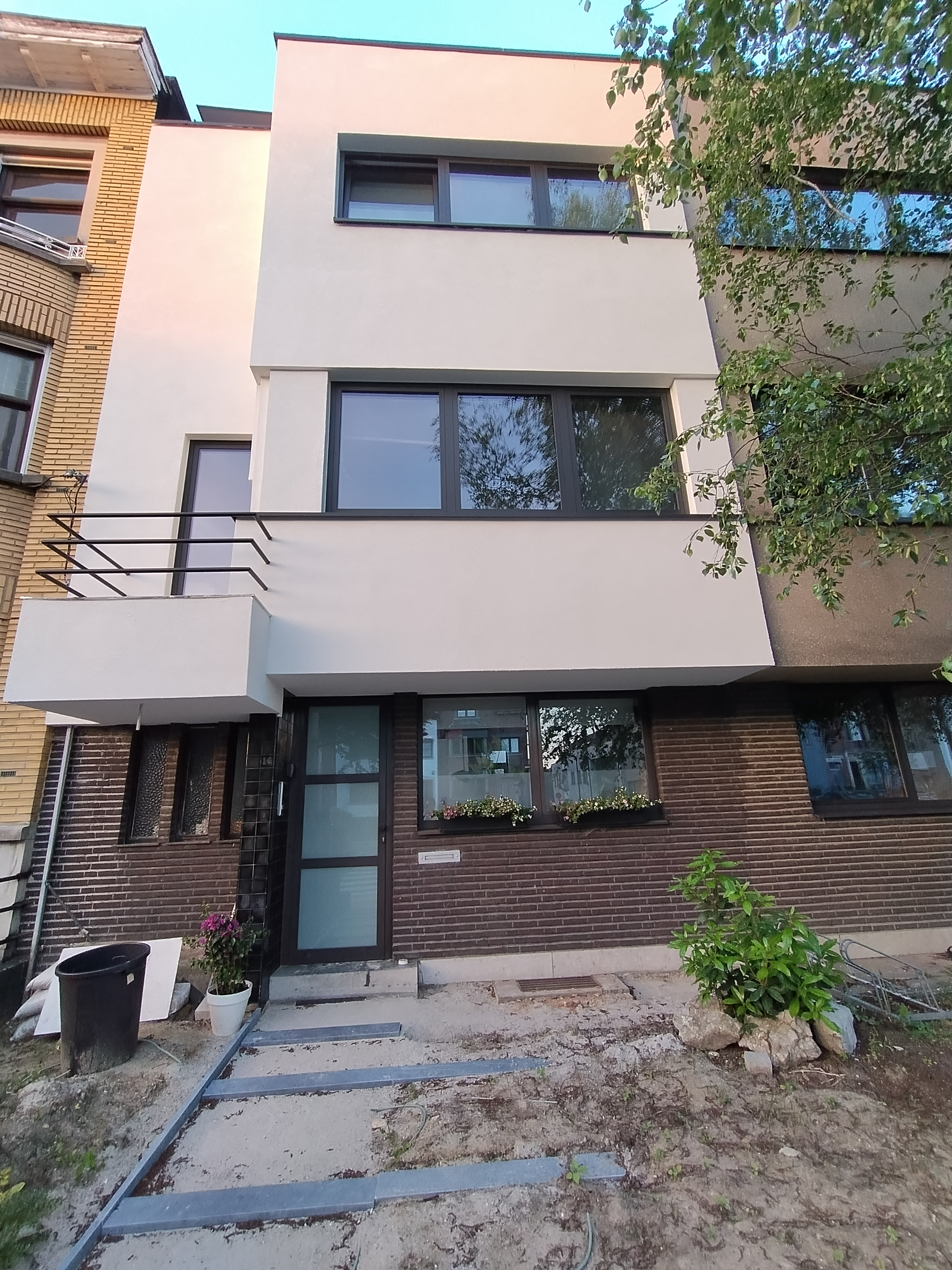
Een gedeelte van de woning, nu vernieuwd in 2024

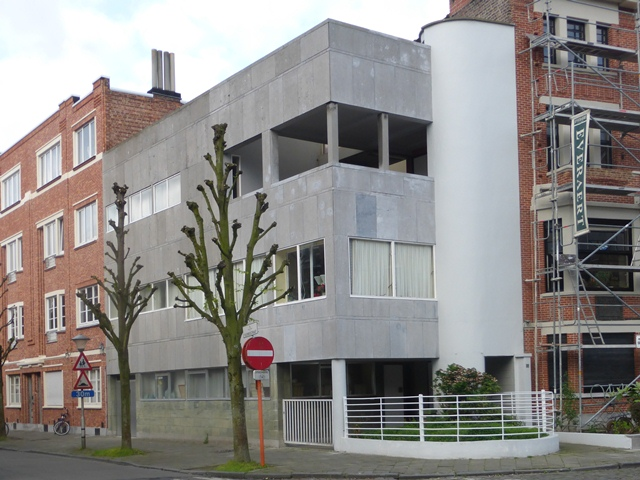
Architectenwoning Gaston Eysselinck

De architectenwoning Antoon Blanckaert is een hoekwoning in Aalst, gebouwd in 1932 naar ontwerp van architect Antoon Blanckaert, die tevens de ontwerper was van de sociale woonwijk Oud Begijnhof in Aalst. De twee huizen zijn op de Capucienenlaan nummer 14 en nummer 16. Het is een interbellumwoning in een modernistische stijl. 

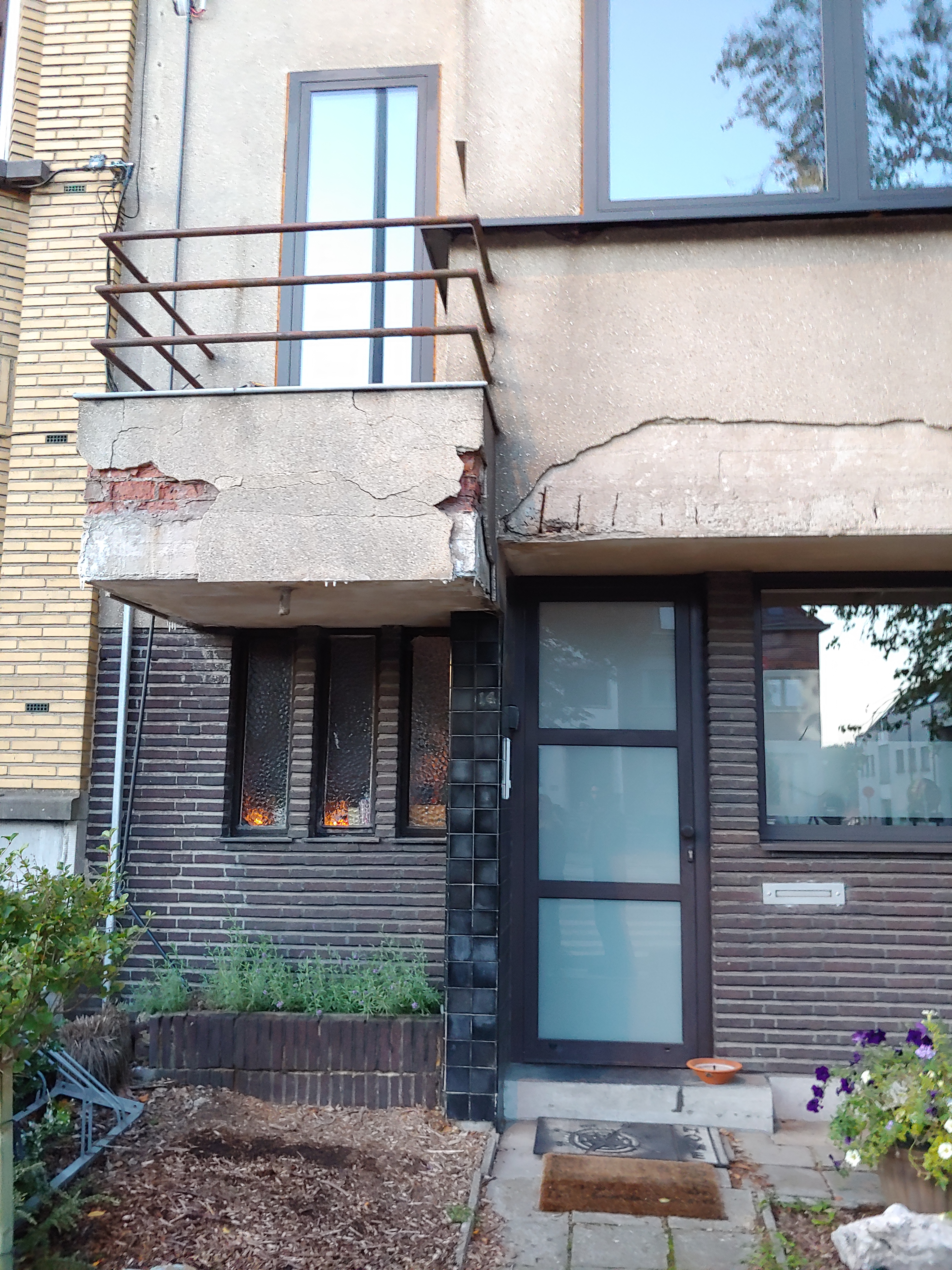
De woning in 2023

## Geschiedenis
Antoon Blanckaert ontwierp zijn eigen woning met een aanpalende woning gebouwd voor zijn zus L. Singelyn in 1932.

### Overeenkomsten ArchitectenwoningGaston Eysselinck[1]
Twee jaar vooraleer Antoon Blanckaert op 25-jarige leeftijd zijn eigen woning ontwierp, bouwde Eysselinck zijn eigen architectenwoning. Beiden zijn hoekhuizen en delen verder nog meer overeenkomsten. Beide woningen waren ontworpen voor de architect en een familielid. Beide bouwwerken hebben een functionele opsplitsing van een kantoorgedeelte op de begane grond en een woongedeelte op de bovenverdieping. Zelfs de materialen, gevelafwerking, de donkere baksteen en beton met bepleistering komen overeen.
Dit is geen toeval, aangezien Blanckaert samenwerkte met Eysselinck voor ontwerpen.

### Stijl en beschrijving
De architectenwoning werd volkomen ontworpen in de nieuwe zakelijke stijl oftewel de mondiale stijl. De bouwtechniek, de betonnen skeletbouw en de kubistische vormgeving sluiten allemaal aan bij deze stijl.
- Inventaris van het Bouwkundig Erfgoed (Vlaanderen): 12